# 粉色航空
粉色航空（Airpink）是一家塞尔维亚的私人包机航空公司，总部设在贝尔格莱德。该航空公司于2004年10月作为粉色国际公司（Pink International Company）的一部分成立，其枢纽机场是贝尔格莱德尼古拉·特斯拉机场。

## 航点
粉色航空提供VIP包机服务，其目的地包括欧洲、中东和北非。